# Oasis Campestre
Oasis Campestre är en ort i Mexiko.   Den ligger i kommunen Mexicali och delstaten Baja California, i den nordvästra delen av landet, 2 200 km nordväst om huvudstaden Mexico City. Oasis Campestre ligger 11 meter över havet och antalet invånare är 267.
Terrängen runt Oasis Campestre är mycket platt. Runt Oasis Campestre är det ganska tätbefolkat, med 58 invånare per kvadratkilometer. Närmaste större samhälle är Mexicali, 13,4 km väster om Oasis Campestre. Trakten runt Oasis Campestre består till största delen av jordbruksmark.